# Velocidad de salida

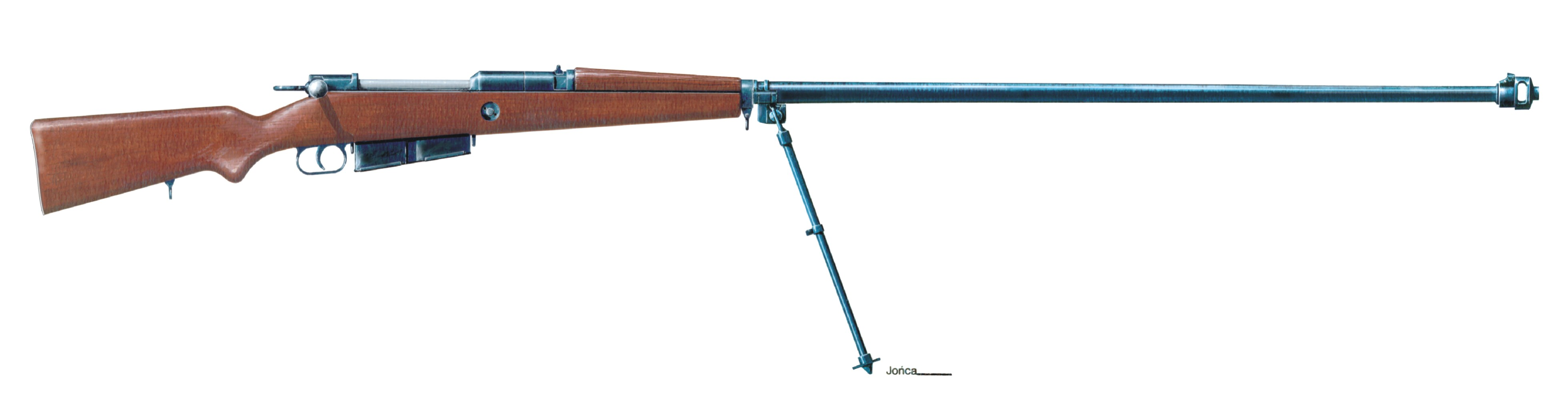
Una muy alta velocidad de salida es esencial para la efectividad de la munición perforante (excepto para proyectiles HEAT). La longitud del cañón es uno de los factores más importantes para la velocidad de salida. Este fusil antitanque polaco modelo 35 tiene un cañón de 1,2 metros: 157 veces su calibre de 7,92 mm.

Velocidad de salida es la velocidad a la que un proyectil abandona la boca del cañón. Las velocidades de salida van desde subsónicas (menos de 330 metros por segundo), como las de muchas pistolas, hasta más de 1.800 m/s, como las de la munición APFSDS disparada por armas de tanque. Este último tipo de proyectil desarrolla una velocidad que se acerca al límite alcanzable con propelentes químicos. Un proyectil alcanza una velocidad proporcional a la distancia. Pierde fuerza con la resistencia que ejerce el aire sobre él.
En las armas convencionales, la velocidad de salida está determinada por: la calidad (tasa de combustión, expansión) y cantidad del propelente; la masa del proyectil; y la longitud del cañón. Un propelente que se consume más lentamente necesita un cañón más largo para quemarse del todo, pero puede, por otro lado, empujar un proyectil más pesado. Un propelente que se consume rápido puede acelerar un proyectil más ligero a velocidades mayores si se usa la misma cantidad de propelente. En un cañón, la presión que resulta del proceso de combustión es un factor limitante sobre la velocidad del proyectil. Se debe encontrar un equilibrio entre calidad/cantidad de propelente, peso del proyectil y longitud del cañón si se pretende lograr un rendimiento óptimo y seguro.
Los cañones más largos dan a la fuerza propelente más tiempo para propulsar la bala. Por esta razón la munición disparada desde cañones largos suele desarrollar mayores velocidades de salida. Sin embargo, mientras que la bala se mueve a lo largo del cañón, la presión del gas propelente que la empuja va disminuyendo. Si se usara un cañón extremadamente largo, se llegaría a un punto en el que la fricción entre la bala y la pared interior del cañón, sumada a la resistencia del aire, harían disminuir la velocidad de la bala.
Las grandes piezas de artillería naval usualmente tienen largos de 38 a 50 (es decir, la longitud del tubo es 38 o 50 veces el calibre del arma). Esta relación maximiza la velocidad de salida del proyectil. Hay algún interés en modernizar el armamento naval mediante la utilización de cañones de riel, que superaría las limitaciones mencionadas anteriormente. Con los cañones de riel se produce una aceleración constante a lo largo del aparato, aumentando significativamente la velocidad de salida. También tienen la ventaja de no tener que llevar la carga propelente e incluso la carga explosiva del proyectil podría ser eliminada, convirtiendo a este en una munición exclusivamente cinética.